# Varmakān (ort i Iran)
Varmakān (persiska: ورمكان) är en ort i Iran.   Den ligger i provinsen Kurdistan, i den nordvästra delen av landet, 400 km väster om huvudstaden Teheran. Varmakān ligger 1 974 meter över havet och antalet invånare är 183.
Terrängen runt Varmakān är kuperad. Runt Varmakān är det ganska tätbefolkat, med 72 invånare per kvadratkilometer. Närmaste större samhälle är Mūchesh, 10,0 km väster om Varmakān. Trakten runt Varmakān består i huvudsak av gräsmarker.